# فوردرهورنباخ
فوردرهورنباخ (به آلمانی: Vorderhornbach) یک منطقهٔ مسکونی در اتریش است که در ناحیه رویت واقع شده‌است. فوردرهورنباخ ۱۷٫۲۸ کیلومتر مربع مساحت دارد ۹۷۴ متر بالاتر از سطح دریا واقع شده‌است.